# Saint-Ilpize
Saint-Ilpize est une commune française située dans le département de la Haute-Loire en région Auvergne-Rhône-Alpes.

## Géographie

### Localisation
La commune de Saint-Ilpize se trouve dans le département de la Haute-Loire, en région Auvergne-Rhône-Alpes.
Le village est situé dans la haute vallée de l'Allier, au cœur du Brivadois.
Elle se situe à 56 km par la route du Puy-en-Velay, préfecture du département, à 14 km de Brioude, sous-préfecture, et à 27 km de Mazeyrat-d'Allier, bureau centralisateur du canton du Pays de Lafayette dont dépend la commune depuis 2015 pour les élections départementales.
Les communes les plus proches sont : 
Villeneuve-d'Allier (0,4 km), Blassac (3,0 km), Saint-Privat-du-Dragon (4,7 km), Lavoûte-Chilhac (5,4 km), Saint-Just-près-Brioude (5,5 km), Saint-Cirgues (5,8 km), Chilhac (5,9 km), Ally (7,0 km).
|                     | Vieille-Brioude |                        |
| Villeneuve-d'Allier | Saint-Ilpize    | Saint-Privat-du-Dragon |
|                     | Blassac         |                        |

### Climat
Pour des articles plus généraux, voir Climat d'Auvergne-Rhône-Alpes et Climat de la Haute-Loire.
En 2010, le climat de la commune est de type climat océanique altéré, selon une étude du Centre national de la recherche scientifique s'appuyant sur une série de données couvrant la période 1971-2000. En 2020, Météo-France publie une typologie des climats de la France métropolitaine dans laquelle la commune est exposée à un climat de montagne ou de marges de montagne et est dans la région climatique Nord-est du Massif Central, caractérisée par une pluviométrie annuelle de 800 à 1 200 mm, bien répartie dans l’année.
Pour la période 1971-2000, la température annuelle moyenne est de 9,8 °C, avec une amplitude thermique annuelle de 17,4 °C. Le cumul annuel moyen de précipitations est de 661 mm, avec 8,1 jours de précipitations en janvier et 6,3 jours en juillet. Pour la période 1991-2020, la température moyenne annuelle observée sur la station météorologique de Météo-France la plus proche, « Fontannes », sur la commune de Fontannes à 11 km à vol d'oiseau, est de 11,4 °C et le cumul annuel moyen de précipitations est de 611,9 mm,. Pour l'avenir, les paramètres climatiques de la commune estimés pour 2050 selon différents scénarios d'émission de gaz à effet de serre sont consultables sur un site dédié publié par Météo-France en novembre 2022.

## Urbanisme

### Typologie
Au 1er janvier 2024, Saint-Ilpize est catégorisée commune rurale à habitat très dispersé, selon la nouvelle grille communale de densité à sept niveaux définie par l'Insee en 2022.
Elle est située hors unité urbaine. Par ailleurs la commune fait partie de l'aire d'attraction de Brioude, dont elle est une commune de la couronne,. Cette aire, qui regroupe 39 communes, est catégorisée dans les aires de moins de 50 000 habitants,.

### Occupation des sols
L'occupation des sols de la commune, telle qu'elle ressort de la base de données européenne d’occupation biophysique des sols Corine Land Cover (CLC), est marquée par l'importance des forêts et milieux semi-naturels (57 % en 2018), en augmentation par rapport à 1990 (54,9 %). La répartition détaillée en 2018 est la suivante : 
forêts (38,7 %), prairies (22,8 %), zones agricoles hétérogènes (18,6 %), milieux à végétation arbustive et/ou herbacée (18,3 %), zones urbanisées (1,5 %). L'évolution de l’occupation des sols de la commune et de ses infrastructures peut être observée sur les différentes représentations cartographiques du territoire : la carte de Cassini (XVIIIe siècle), la carte d'état-major (1820-1866) et les cartes ou photos aériennes de l'IGN pour la période actuelle (1950 à aujourd'hui).

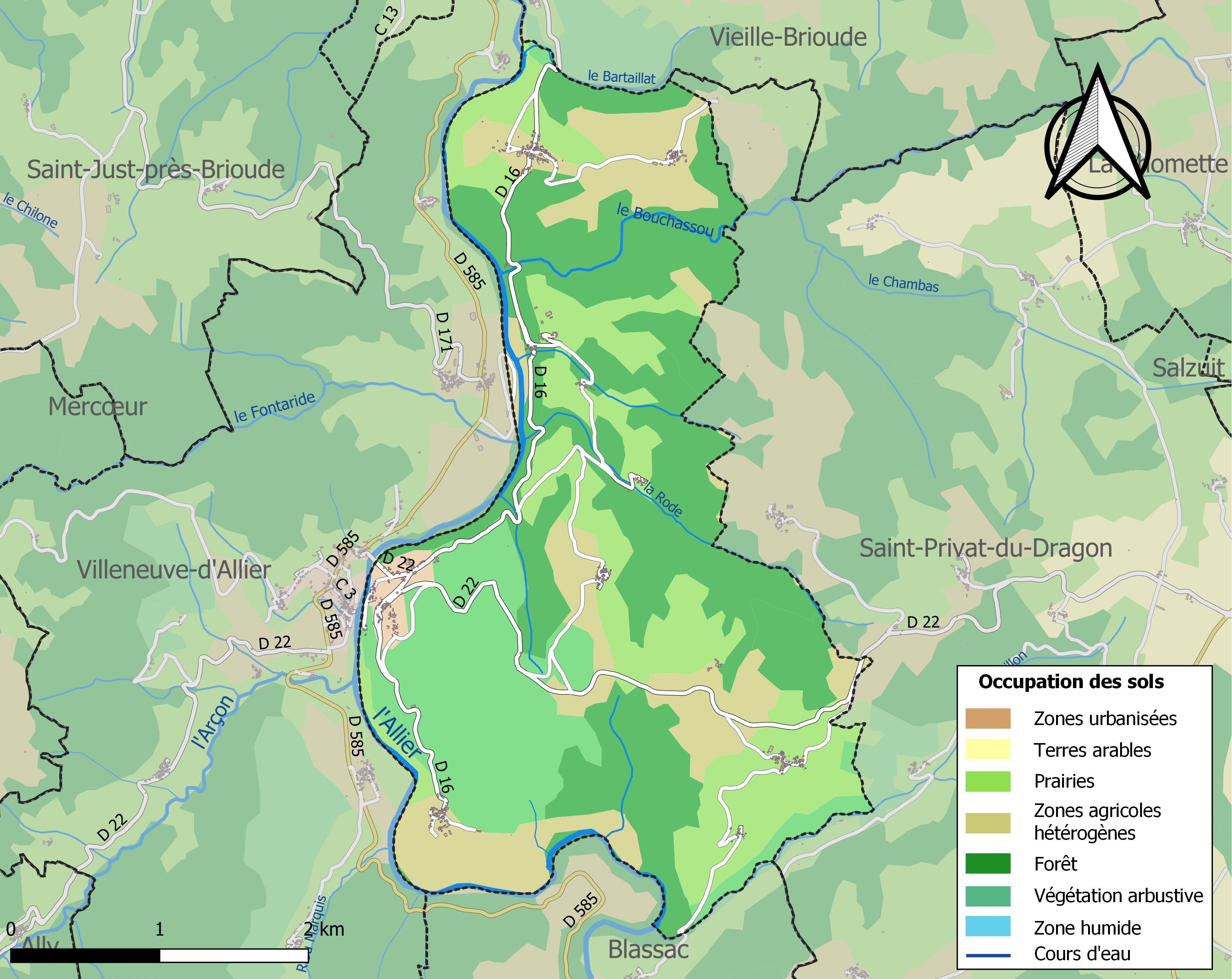
Carte des infrastructures et de l'occupation des sols de la commune en 2018 (CLC).

### Habitat et logement
En 2018, le nombre total de logements dans la commune était de 226, alors qu'il était de 213 en 2013 et de 211 en 2008.
Parmi ces logements, 42,9 % étaient des résidences principales, 45,1 % des résidences secondaires et 11,9 % des logements vacants. Ces logements étaient pour 98,2 % d'entre eux des maisons individuelles et pour 0,9 % des appartements.
Le tableau ci-dessous présente la typologie des logements à Saint-Ilpize en 2018 en comparaison avec celle de la Haute-Loire et de la France entière. Une caractéristique marquante du parc de logements est ainsi une proportion de résidences secondaires et logements occasionnels (45,1 %) supérieure à celle du département (16,1 %) et à celle de la France entière (9,7 %). Concernant le statut d'occupation de ces logements, 88,7 % des habitants de la commune sont propriétaires de leur logement (87,8 % en 2013), contre 70 % pour la Haute-Loire et 57,5 pour la France entière.
| Typologie                                               | Saint-Ilpize | Haute-Loire | France entière |
| ------------------------------------------------------- | ------------ | ----------- | -------------- |
| Résidences principales (en %)                           | 42,9         | 71,5        | 82,1           |
| Résidences secondaires et logements occasionnels (en %) | 45,1         | 16,1        | 9,7            |
| Logements vacants (en %)                                | 11,9         | 12,4        | 8,2            |

## Toponymie
Son nom semble lui venir de Saint Ilpide[Selon qui ?], ermite en Gévaudan au IIIe siècle.

## Histoire

Blason des Dauphins de Saint-Ilpize.

Le château de Saint-Ilpize fut la propriété des dauphins d'Auvergne, notamment d'une branche cadette issue du deuxième mariage du dauphin Robert III ; le furent aussi, par des mariages, deux fiefs qui eurent un destin féodal souvent voisin de St-Ilpize : Combronde et Jaligny (voir des précisions à ces articles).
Au Moyen Âge ce château représente une importante châtellenie.
En 1424, Blanche Dauphine d'Auvergne (petite-fille de Béraud Ier de St-Ilpize et Combronde, dont le trisaïeul était Robert III dauphin d'Auvergne), héritière des seigneuries de St-Ilpize, Combronde, Jaligny et Treteau, épouse Jean de Lespinasse-Changy (le pays de L'Espinasse est à St-Forgeux, St-Germain, Lespinasse, Changy, Noailly) : leur fils Béraud III Dauphin de L'Espinasse a pour fille Françoise Dauphine, qui transmet L'Espinasse, Jaligny, Treteau, Combronde et St-Ilpize à son mari Guyon d'Amboise de Ravel (1475-v.1508), fils cadet de Charles Ier d'Amboise-Chaumont, épousé vers 1491 : parents d'Antoinette d'Amboise (1495-1552).
Ainsi, le fief de St-Ilpize passe à la maison d'Amboise-Chaumont, puis au XVIe siècle à  celle de La Rochefoucauld-Barbezieux-Langeac (par le mariage d'Antoinette de Chaumont d'Amboise avec Antoine de La Rochefoucauld-Barbezieux). Au XVIIIe siècle, Jean-Joseph de La Rochefoucauld (1708-1768) était marquis de Langeac et comte de St-Ilpize.
Par lettres patentes, le roi Louis XI (1423-1483) autorise, en avril 1467, l'établissement d'un marché et de trois foires à Saint-Ilpize.
En 1500, dans l'enceinte seule des murs de Saint-Ilpize, on comptait cinq cents feux.
Au cours de la période révolutionnaire de la Convention nationale (1792-1795), la commune a porté le nom de Roc-Libre.
En 1822, Saint-Ilpize est la seconde commune en population de l'arrondissement de Brioude (2 600 âmes).
En 1845, une partie du territoire communal est cédée pour former la commune de Villeneuve-d'Allier.

## Politique et administration

### Découpage territorial
La commune de Saint-Ilpize est membre de la communauté de communes Brioude Sud Auvergne, un établissement public de coopération intercommunale (EPCI) à fiscalité propre créé le 11 décembre 2018 dont le siège est à Brioude. Ce dernier est par ailleurs membre d'autres groupements intercommunaux.
Sur le plan administratif, elle est rattachée à l'arrondissement de Brioude, au département de la Haute-Loire, en tant que circonscription administrative de l'État, et à la région Auvergne-Rhône-Alpes.
Sur le plan électoral, elle dépend du canton du Pays de Lafayette pour l'élection des conseillers départementaux, depuis le redécoupage cantonal de 2014 entré en vigueur en 2015, et de la deuxième circonscription de la Haute-Loire   pour les élections législatives, depuis le redécoupage électoral de 1986.

### Liste des maires
| Période                                  | Période   | Identité        | Étiquette | Qualité |
| ---------------------------------------- | --------- | --------------- | --------- | ------- |
| Les données manquantes sont à compléter. |           |                 |           |         |
| mars 2001                                | mars 2008 | Élie Barthomeuf |           |         |
| mars 2008                                | mars 2014 | Jean Fostier    |           |         |
| mars 2014                                | 2020      | Pierre Heno     |           |         |
| 2020                                     | En cours  | Martine Defay   |           |         |

## Population et société

### Démographie

#### Évolution démographique
L'évolution du nombre d'habitants est connue à travers les recensements de la population effectués dans la commune depuis 1793. Pour les communes de moins de 10 000 habitants, une enquête de recensement portant sur toute la population est réalisée tous les cinq ans, les populations de référence des années intermédiaires étant quant à elles estimées par interpolation ou extrapolation. Pour la commune, le premier recensement exhaustif entrant dans le cadre du nouveau dispositif a été réalisé en 2008.

En 2022, la commune comptait 193 habitants, en évolution de +1,58 % par rapport à 2016 (Haute-Loire : +0,36 %, France hors Mayotte : +2,11 %).
| 1793  | 1800  | 1806  | 1821  | 1831  | 1836  | 1841  | 1846  | 1851  |
| ----- | ----- | ----- | ----- | ----- | ----- | ----- | ----- | ----- |
| 2 179 | 2 384 | 2 532 | 2 579 | 2 487 | 2 401 | 2 332 | 1 206 | 1 179 |

| 1856  | 1861  | 1866  | 1872  | 1876  | 1881  | 1886 | 1891 | 1896 |
| ----- | ----- | ----- | ----- | ----- | ----- | ---- | ---- | ---- |
| 1 126 | 1 207 | 1 211 | 1 008 | 1 000 | 1 002 | 979  | 974  | 856  |

| 1901 | 1906 | 1911 | 1921 | 1926 | 1931 | 1936 | 1946 | 1954 |
| ---- | ---- | ---- | ---- | ---- | ---- | ---- | ---- | ---- |
| 816  | 725  | 650  | 550  | 469  | 433  | 390  | 309  | 277  |

| 1962 | 1968 | 1975 | 1982 | 1990 | 1999 | 2006 | 2008 | 2013 |
| ---- | ---- | ---- | ---- | ---- | ---- | ---- | ---- | ---- |
| 259  | 209  | 183  | 188  | 207  | 205  | 186  | 181  | 189  |

| 2018 | 2022 | - | - | - | - | - | - | - |
| ---- | ---- | - | - | - | - | - | - | - |
| 188  | 193  | - | - | - | - | - | - | - |

#### Pyramide des âges
La population de la commune est relativement âgée.
En 2018, le taux de personnes d'un âge inférieur à 30 ans s'élève à 17,6 %, soit en dessous de la moyenne départementale (31 %). À l'inverse, le taux de personnes d'âge supérieur à 60 ans est de 41,4 % la même année, alors qu'il est de 31,1 % au niveau départemental.
En 2018, la commune comptait 95 hommes pour 93 femmes, soit un taux de 50,53 % d'hommes, légèrement supérieur au taux départemental (49,13 %).
Les pyramides des âges de la commune et du département s'établissent comme suit.
| Hommes | Classe d’âge | Femmes |
| ------ | ------------ | ------ |
| 0,0    | 90 ou +      | 1,1    |
| 6,3    | 75-89 ans    | 10,8   |
| 34,7   | 60-74 ans    | 30,1   |
| 22,1   | 45-59 ans    | 25,8   |
| 18,9   | 30-44 ans    | 15,1   |
| 9,5    | 15-29 ans    | 9,7    |
| 8,4    | 0-14 ans     | 7,5    |

| Hommes | Classe d’âge | Femmes |
| ------ | ------------ | ------ |
| 0,9    | 90 ou +      | 2,5    |
| 8,4    | 75-89 ans    | 11,7   |
| 20,4   | 60-74 ans    | 20,5   |
| 21,3   | 45-59 ans    | 20,3   |
| 16,8   | 30-44 ans    | 16,3   |
| 15,2   | 15-29 ans    | 13,2   |
| 17     | 0-14 ans     | 15,6   |

## Économie

### Revenus
En 2018, la commune compte 101 ménages fiscaux, regroupant 199 personnes. La médiane du revenu disponible par unité de consommation est de 18 020 € (20 800 € dans le département).

### Emploi
| Division       | 2008  | 2013  | 2018   |
| -------------- | ----- | ----- | ------ |
| Commune        | 8,7 % | 18 %  | 14,8 % |
| Département    | 6,3 % | 7,7 % | 7,7 %  |
| France entière | 8,3 % | 10 %  | 10 %   |

En 2018, la population âgée de 15 à 64 ans s'élève à 122 personnes, parmi lesquelles on compte 67,2 % d'actifs (52,5 % ayant un emploi et 14,8 % de chômeurs) et 32,8 % d'inactifs,. Depuis 2008, le taux de chômage communal (au sens du recensement) des 15-64 ans est supérieur à celui de la France et du département.
La commune fait partie de la couronne de l'aire d'attraction de Brioude, du fait qu'au moins 15 % des actifs travaillent dans le pôle,. Elle compte 23 emplois en 2018, contre 14 en 2013 et 26 en 2008. Le nombre d'actifs ayant un emploi résidant dans la commune est de 64, soit un indicateur de concentration d'emploi de 35,7 % et un taux d'activité parmi les 15 ans ou plus de 48 %.
Sur ces 64 actifs de 15 ans ou plus ayant un emploi, 17 travaillent dans la commune, soit 27 % des habitants. Pour se rendre au travail, 84,4 % des habitants utilisent un véhicule personnel ou de fonction à quatre roues, 3,1 % les transports en commun, 1,6 % s'y rendent en deux-roues, à vélo ou à pied et 10,9 % n'ont pas besoin de transport (travail au domicile).

## Culture locale et patrimoine

### Lieux et monuments

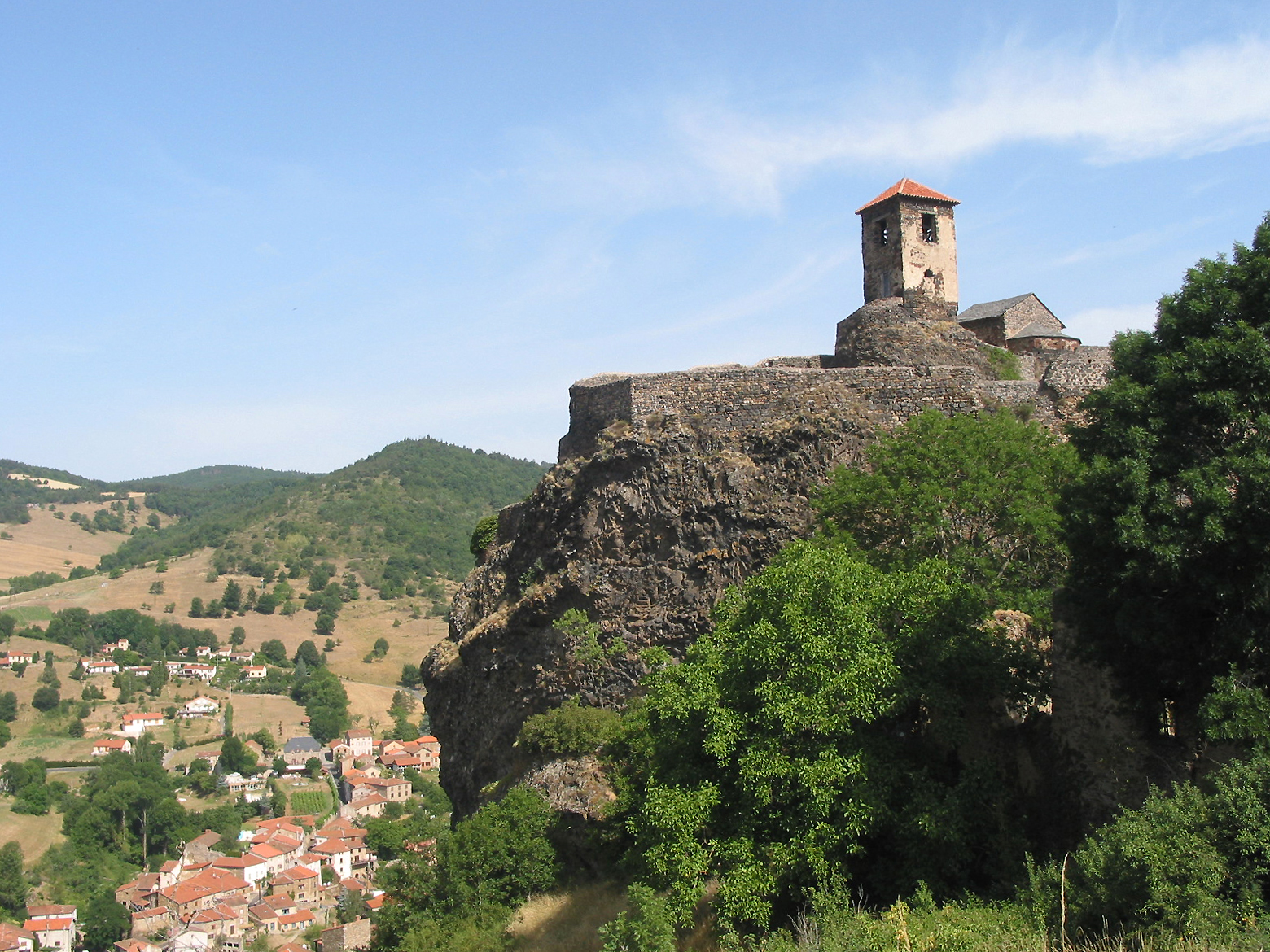
Le château de Saint-Ilpize.

- Remarquable, le château et sa chapelle[23] du XIVe siècle, sur son promontoire rocheux.
- Église Sainte-Madeleine[24] du XIVe siècle et XVe siècle : la construction de la nef date du XIVe siècle. Le chœur du XVe siècle.
- Chapelle de la Croix, construction XIe siècle ou XIIe siècle.
- Pont suspendu - 1879 - L'Allier. - Type d'ouvrage : pont suspendu en fil de fer - architecte : Ferdinand Arnodin[25],[26].

### Vie locale
- Cérémonie du Chana de la Voute. Ancienne pratique des officiers du seigneur de Saint-Ilpize[27].

### Personnalités liées à la commune
- Dominique de La Rochefoucauld (1712-1800), prélat et homme politique[28].

## Saint-Ilpize  dans la culture
- Jean-Pierre Fournier La Touraille, Le jeu de quilles en or : l'orphelin du Temple, Plon, 2014 (ISBN 978-2-259-22188-7 et 2-259-22188-2).
- Du 20 août au 19 septembre 2001 le réalisateur Nicolas Picard-Dreyfuss y tourne une partie du film : La Victoire des vaincus.